# Laurent Jiménez-Balaguer
 (avril 2024).
La mise en forme du texte ne suit pas les recommandations de Wikipédia : il faut le « wikifier ».
Les points d'amélioration suivants sont les cas les plus fréquents. Le détail des points à revoir est peut-être précisé sur la page de discussion.
- Les titres sont pré-formatés par le logiciel. Ils ne sont ni en capitales, ni en gras.
- Le texte ne doit pas être écrit en capitales (les noms de famille non plus), ni en gras, ni en italique, ni en « petit »…
- Le gras n'est utilisé que pour surligner le titre de l'article dans l'introduction, une seule fois.
- L'italique est rarement utilisé : mots en langue étrangère, titres d'œuvres, noms de bateaux, etc.
- Les citations ne sont pas en italique mais en corps de texte normal. Elles sont entourées par des guillemets français : « et ».
- Les listes à puces sont à éviter, des paragraphes rédigés étant largement préférés. Les tableaux sont à réserver à la présentation de données structurées (résultats, etc.).
- Les appels de note de bas de page (petits chiffres en exposant, introduits par l'outil «  Source ») sont à placer entre la fin de phrase et le point final[comme ça].
- Les liens internes (vers d'autres articles de Wikipédia) sont à choisir avec parcimonie. Créez des liens vers des articles approfondissant le sujet. Les termes génériques sans rapport avec le sujet sont à éviter, ainsi que les répétitions de liens vers un même terme.
- Les liens externes sont à placer uniquement dans une section « Liens externes », à la fin de l'article. Ces liens sont à choisir avec parcimonie suivant les règles définies. Si un lien sert de source à l'article, son insertion dans le texte est à faire par les notes de bas de page.
- La présentation des références doit suivre les conventions bibliographiques. Il est recommandé d'utiliser les modèles {{Ouvrage}}, {{Chapitre}}, {{Article}}, {{Lien web}} et/ou {{Bibliographie}}. Le mode d'édition visuel peut mettre en forme automatiquement les références.
- Insérer une infobox (cadre d'informations à droite) n'est pas obligatoire pour parachever la mise en page.

Pour une aide détaillée, merci de consulter Aide:Wikification.
Si vous pensez que ces points ont été résolus, vous pouvez retirer ce bandeau et améliorer la mise en forme d'un autre article.
Pour les articles homonymes, voir Jiménez et Balaguer (homonymie).
Laurent Jiménez-Balaguer, né le 14 janvier 1928, à L'Hospitalet de Llobregat (province de Barcelone) et mort le 16 avril 2015 à Boulogne-Billancourt, est un artiste peintre espagnol, résident de son vivant à Paris.
Il est un des principaux initiateurs d'un langage privé en peinture et appartient à l'expressionnisme abstrait catalan et à l'Art informel européen, courants qui se caractérisent par leur revendication humaniste. José María Moreno Galván en 1960, le considérait comme faisant partie des vingt peintres les plus représentatifs de l'expressionnisme abstrait espagnol.
Son œuvre adopte l’idée que la création est un acte performatif à partir de la théorie austinienne des actes de langage et de sa pratique de plasticien.
Sa conception de l’art et de la société l’inscrivent dans un procès de révolution silencieuse où il appartient au sujet de lutter contre la mort et la disparition de la subjectivité humaine.
Pour lui il y a deux réalités impératives : Le corps et la mémoire et L’extérieur et l’intérieur.
En opposition au surréalisme, qui est l’éloge de la non réalité, Laurent Jiménez-Balaguer préfère l'expression de Réalité Autre.

## Biographie

### Jeunesse et formation
Laurent Jiménez-Balaguer grandit dans l'Espagne franquiste, où sa langue maternelle, le catalan, est interdite et participe activement à la reconnaissance d’une identité antifranquiste[pas clair]. Il étudie à l'École de la Llotja et au Fomento de Artes Decorativas et poursuit ses études à l'École des beaux-arts de Barcelone. Il obtient plusieurs prix et bénéficie d'une bourse pour continuer ses études à Madrid.
Les études de Laurent Jiménez-Balaguer sont des années d’expérimentation à la recherche de l'expression de l’homme total, concept qui retrouve son intuition d’une psychologie des profondeurs qu'il faut porter à la surface, qui le poussent à peindre en plein air, dans les montagnes de Montserrat avec son ami Josep Guinovart (ca) pour libérer son geste de toute convention arbitraire et trouver le point d’assise d’un savoir unique, à partir duquel la connaissance de l’intériorité puisse se fonder..
Il peint dans ses premiers tableaux des figures humaines, souvent androgynes, où l’expression des visages ne transcrit aucun sentiment connu. Elles rappellent l’influence ressentie du Greco. « Ses personnages ont l'air de flammes, je trouvais cela d’une beauté extraordinaire. Leur corps physique devenait corps spirituel, le corps extérieur et l'intérieur du corps se confondaient. Pour moi Le Greco c'est viscéral. Sa matière n’est pas fixe. Elle n’a pas de contours. Et son geste s'épanouit, s'échappe, va vers l'infini, vers le haut, en quête de Dieu. »
Il abandonne la figuration et l'idée d’une description extérieure du monde pour se focaliser sur le problème du rendre visible l’invisible. « Le plus grand art est de transformer le chaos et le sentiment tragique du monde en conscience de soi et de permettre aux hommes de croire qu’ils possèdent leur destin. »
La jeune peinture espagnole recherche ses marques, ses caractéristiques identitaires et son envergure et s’oppose à l’art officiel qui vise une légitimation internationale du régime franquiste. Les avant-gardes espagnols se meuvent autour de quelques voix singulières qui se font entendre pour la revendication d’un art nouveau, principalement Joan Miró.
Il connaît Cesáreo Rodríguez-Aguilera (es) et sa femme Mercedes de Prat qui deviennent des grands amis à vie.

### Premiers pas vers l’abstraction
De retour à Barcelone en 1954, il publie un manifeste, He escuchado, où il définit sa prétention, « to claim » au sens de Stanley Cavell. « Claim : est ce qui fait une voix lorsqu’elle ne se fonde que sur elle-même pour établir un assentiment universel ».
Il expose dans le cadre du « Cicle Experimental d'Art Nou » que dirigent Josep Maria de Sucre i de Grau (ca) et le critique d'art Àngel Marsà, et ses toiles alimentent le courant de la nouvelle figuration.
Josep Maria de Sucre i de Grau dit de lui : « Un des meilleurs tempéraments artistiques surgi chez nous. »
En 1956, il crée une série de formes abstraites sur fond blanc où ce n’est plus le sentiment hermétique d’une intériorité cachée qui est célébrée mais le mouvement de l’inexpressivité du soi qui prend vie en se libérant de son silence.
« Si je peins, j’exécute un acte qui se voudrait un projet idéal. Je souhaite faire basculer l’art dans son ailleurs, vers un art d’actes et non d’effets. En moi, il n’y a pas d’images abstraites, il n’y que des fragments d’une réalité.»
Ces peintures montrent des projections de luttes dynamiques, tiraillées d’éléments informels contradictoires, qu’il peint dans une texture subjective unificatrice.
Il trouve à la galerie Clan à Madrid des aides précieuses comme Manolo Millares du groupe El Paso et César Manrique, ce dernier deviendra un grand ami et l’invitera à communiquer davantage avec lui.

### Engagement
Ce cycle de trouvailles et une meilleure compréhension du problème de l’expressivité et de l’inconnaissabilité de l’âme humaine, l’obligent désormais à prendre distance avec la dichotomie matière/esprit utilisée jusqu’ici pour désigner les nouveaux courants expressionnistes, pour se situer au contraire comme un peintre de la Matière de l'Esprit.
Dans cette élaboration, il retrouve les grandes intuitions de Merleau-Ponty et sa défense du corps comme sujet et, celles de Wittgenstein : “ Le corps humain est la meilleure image de l’âme humaine.”
Il rencontre le critique d'art et écrivain Juan Eduardo Cirlot (es) qui l’inclut dans le mouvement de l’Informalisme. Aux Salons de Mai Européens de 1957, tous les jeunes avant-gardistes dont Antoni Tàpies et lui-même y représentent leurs œuvres. Tous sont en réaction contre un monde d’oppression et d’exclusion. Leur Informalisme est une protestation contre une société normative et ses biopouvoirs. « Il y a en moi ce cri sourdement souterrain... Il y a en moi ce désir de dire picturalement, dans une langue humaine, ma révolte contre toutes les barrières, contre toutes les frontières, contre toutes les restrictions... de clamer la puissance de vivre, en brisant les conventions, en devenant enfin soi... pure force pulsive libératrice contre l’injustice du monde. » Sa recherche se tourne exclusivement vers l’unité de la connaissance.

### Plaidoyer pour l’intériorité
Sa recherche d’expression totale de l’âme humaine prend un nouveau tournant en 1959 et le mène à la création de formes qui semblent reconnaissables pour toute personne qui les verrait. Ces nouvelles abstractions expressives ne sont ni extérieures ni intérieures et sont plaquées sur un fond cosmique infini. « En lui il y a une angoisse métaphysique et difficulté d’être… il est un cri de révolte jailli du plus profond de l’angoisse humaine. »
Cette série ouvre un cycle de formes anthropomorphiques de l’intime, figures suspendues qui ont toutes pour caractéristique de montrer la possibilité même de l’équilibre. La possibilité même de l’équilibre pour un sujet devient la forme de l’expression et l’expression du sujet. Ces œuvres décrivent toutes dans un langage sobre d’une grande puissance picturale l’affirmation de ce qui se fait. Le procès même d’individuation et de substantification qui fait qu’une subjectivité prend corps et devient elle-même.
Le style de cette époque montre la recherche d’un contrôle et d’une maîtrise qui sera une des caractéristiques de Laurent Jiménez-Balaguer tout le long de son itinéraire. Il n’y a pas de grattage, d’enlaidissement, de destruction projetée, de violence exercée contre la matière picturale, comme chez d’autres informalistes, car la matière c’est l’homme.
Toute action produite est donc au contraire recadrée, resituée, faisant exploser le cadre géométrique du tableau. « La critique a parlé de méta-matérialisme, de ‘ sculpto-peinture ’ pour définir l’œuvre de Jiménez-Balaguer… ce qui est évident c’est que l’œuvre en expansion dynamique de Jiménez-Balaguer a brisé les limites du cadre traditionnel rectangulaire du tableau et qu’elle s’affirme comme une ‘autre’ réalité ».
Si la matière picturale, est clouée, transpercée, ouverte, déchirée c’est parce que la subjectivité, l’intériorité humaine est maltraitée. Le tableau, s’insurge contre cet état des temps, et est non seulement le lieu de la révolte, mais un lieu de reformulation du réel.
L’esthétique de Laurent Jiménez-Balaguer montre dès ses débuts un respect de la fragilité de l’âme, de la vulnérabilité en réaction aux événements destructeurs et se construit comme une critique de la société contemporaine qui produit ces effets.

### Dimension internationale
« à partir de mes racines je voulais essaimer plus largement dans l’univers. L’enracinement est une limite de l’être humain. »
Dans cette recherche d’un décadrage/recadrage de la souffrance humaine et d'une parole libre, il s'installe à Paris en 1957 avec son épouse Maria Teresa Andreu (Mery). En 1959, il se lie d’amitié avec le joaillier parisien Jean Vendome, et tous deux cherchent plus ardemment encore portés par leurs conversations à réconcilier humanisme et abstraction. En 1961, il est présenté à Antoni Clavé et à Stephen Spender, qui préface l’exposition de la Galerie Saint-Germain. À partir de cette date, il met en place pendant une vingtaine d'années un langage de signes qui est à même de communiquer le langage privé de l’intériorité dans une démarche rigoureuse. C’est une période d’intenses bouleversements où les œuvres produites construisent les premières affirmations sur un monde intérieur qui ne peut qu’être extérieur. Il s’agit d’une déconstruction picturale de l’idée qu’un langage privé ne peut être compris par un autre que soi.
Pour Laurent Jiménez-Balaguer au contraire, tout langage intérieur a pour destin d’être universel. « Ce combat sans pitié que je mène dans mon corps profond, qu’il faut que je brise sans arrêt pour naître enfin, est celui qui provoque le passage du personnel au collectif... du moi aux autres, de l’individuel à l’universel. » En 1986, il contacte Michel Tapié, créateur du concept de Art Autre qui lui présente Rodolphe Stadler.
À partir de 1988, Laurent Jiménez-Balaguer introduit des objets du monde pour dire le monde et utilise leur signification pour dire l’intériorité.
Le tableau devient une pure énonciation à l’aide de troncs, cordes, tissus. « Quand le langage pictural touche à ses limites, les cordes sont les outils d’un nouveau langage avec ses propres signes d’identité. » « Joignant les cordes morceau par morceau, je trace le chemin pour une continuité ; elles relient ma mémoire intérieure d’homme à un tout d’univers. »

### Construction d'un langage privé universel
Il rencontre à Paris, Pierre Restany qui s’enthousiasme pour son travail. À la Galerie Calart Actual, à Genève, Luis Callejo lui présente Joan Hernández Pijuan.
En 1990, un lexique du monde est mis en place et une écriture de signifiants. 
Chaque tableau devient le lieu de visualisation de ce qui constitue un langage universel de l’intériorité. Leur beauté, est dans une énonciation picturale à mi-chemin entre l’affirmation et la question. Chaque affirmation picturale affirme et interroge la nécessité de ses constituants. L’interrogation porte sur la mémoire, la conception du temps, l’identité acquise, la souffrance.

### Vie privée
Laurent Jiménez-Balaguer se marie avec Maria Teresa Andreu (Mery). Ils ont quatre enfants, Christian, Virginie, Valérie et Eric

## Objets du réel permettant de dire l’intérieur
- Les Cordes : symbolisent les liens qui relient l’intériorité invisible de l’homme à un tout universel, elles relient, l’invisible à la réalité visible. “ La corde est une matière emblématique de ce chemin que porte l’artiste au territoire de l’Art Autre de l’Informalisme”[6].
- Les Troncs bleus : l’art est pour Jiménez-Balaguer un moyen pour aller au-delà de la mort. Les troncs bleus sont les symboles de ce cheminement de l’âme, et de son accomplissement donné dans l’unité réalisée d’elle-même.
- Les Nœuds : sont les traces d’autorisation noétique de la construction des âmes.

## Expositions/Musées

### Principales expositions personnelles et collectives
- 2023 : "Quelle humanité ? La figure humaine après la guerre (1940-1966)", Musée National d'Art de Catalogne, MNAC, Barcelone, Espagne

Commissaire d'exposition et préface Alex Mitrani, texte de Boris Cyrulnik
- 2016 : "L'Hospitalet recorda Jiménez-Balaguer", Centre Cultural Metropolità Tecla Sala, Hospitalet, Catalogne, Espagne

Commissaire d'exposition Antoni Perna, préface "Vers quelle humanité?" de Alexis Virginie Jimenez
- 2015 : "Allò sagrat de Jiménez-Balaguer", musée de Montserrat, Catalogne, Espagne
- 2014 : "La memòria de la matèria", Museu de l'Hospitalet l'Harmonia, Espai d'art, Hospitalet, Catalogne, Espagne
- 2013 : "Mémoire et matière", Espace d'Art Contemporain Les Carmes, Pamiers, France
- 2012 : "Cicle Invasions Subtils... amb Laurent Jiménez-Balaguer", Espai Guinovart, Agramunt, Catalogne, Espagne
- 2012 : "L’Emergència del Signe"[7], Musée Can Framis, Fundació Vila Casas, Barcelone, Catalogne, Espagne
- 2010 : "El Cos d’una memòria", Galerie Art Vall, Andorre
- 2010 : Le Nœud, galerie Saint-Cyr, Rouen, France
- 2007 : "Cuerpo de una memòria", galerie Calart Actual, Ségovie, Espagne
- 2006 : "L'au-delà du miroir", galerie Guislain-États d'Art, Paris, France
- 2003 : Œuvres de 1960 à 1962 et Souvenirs enfouis, Rétrospective, galerie Guislain-États d'Art, Paris, France
- 2002 : "Traces d'une mémoire", Centre d'études catalanes, Paris, France
- 2000 : "Exposition", Galerie Guislain-États d'Art, Paris, France
- 1999 : "2000 ans de quoi ?", Galerie Lina Davidov, Paris, France
- 1999 : "2000 ans de quoi ?", Grand Théâtre d’Angers, Angers, France
- 1998 : "Dedans/Dehors", La Corderie royale, Rochefort, France
- 1998 : MPT Courdimanche, Les Ulis, France
- 1997 : Images d'une mémoire, Les Cordeliers, Châteauroux, France
- 1997 : Galerie Lina Davidov, Paris, France
- 1996 : Galerie Finartis, Zoug, Suisse
- 1995 : Galerie Calart, Genève, Suisse
- 1994 : Galerie Rami, Zurich, Suisse,
- 1994 : Galerie Lina Davidov, Paris, France
- 1993 : Galerie Adriana Schmidt, Cologne, Allemagne
- 1992 : Galerie Lina Davidov, Paris, France
- 1992 : Galerie Adriana Schmidt, Stuttgart, Allemagne
- 1991 : Centre d'art contemporain, Corbeil-Essonnes, France
- 1991 : Galerie Claude Samuel, Paris, France
- 1991 : Galerie Rami, Zurich, Suisse
- 1990 : Galerie Calart, Genève, Suisse
- 1989 : Galerie Claude Samuel, Paris, France
- 1987 : "Réalité autre", Galerie Claude Samuel, Paris, France
- 1985 : Paris Art Center, Paris, France
- 1984 : Grand Orient de France, Paris, France
- 1982 : International Arts Gallery, Chicago, États-Unis
- 1981 : Galerie Vienner, Paris, France
- 1980 : Galerie Vienner, Paris, France
- 1980 : Musée Napoléonien, Antibes-Golfe-Juan, France
- 1979 : Galerie Vienner, Paris, France
- 1977 : Réalisation de huit grandes créations murales pour le Centre Hospitalier de Creil, Creil, France
- 1969 : Dayton's Gallery 12, Minneapolis, États-Unis
- 1963 : Joachim Gallery, Chicago, États-Unis
- 1961 : galerie Saint-Germain, Paris, France
- 1961 : Savage Gallery, Londres, Grande-Bretagne
- 1961 : galerie Toulouse, Copenhague, Danemark
- 1959 : galerie J.C. de Chaudun, Paris, France
- 1959 : galerie Mistral, Bruxelles, Belgique
- 1959 : centre culturel et artistique d'Uccle, Bruxelles, Belgique
- 1957 : Club Universitari de València, Valence, Espagne
- 1957 : Galeria d'Art Jaimes, Barcelone, Espagne
- 1956 : Galeria Clan, Madrid, Espagne
- 1956 : Galerie d'Art Quint, Palma de Majorque, Îles Baléares
- 1955 : "Ciclo Experimental d’Art Nou", Galeries Jardin, Barcelone, Espagne
- 1955 : galeries Laietanes, Barcelone, Espagne
- 1955 : galerie Sur, Santander, Espagne
- 1952 : casino de Ripoll, Ripoll, Espagne

### Rétrospectives
- Fundació Vila Casas, Can Framis, Barcelone, Espagne

### Musées/Collections publiques
- MNAC, Musée National d'Art de Catalogne, Barcelone, Espagne
- Musée de l’Hospitalet, Espagne
- Musée de Montserrat, Espagne
- Fundació Vila Casas, Barcelone, Espagne
- MACBA, musée d’art contemporain de Barcelone, Espagne
- Fonds d'art de la Généralité de Catalogne, Barcelone, Espagne
- Musée de Céramique de Manises, Espagne
- Artecovi, Fundación, Madrid, Espagne
- Musée de Châteauroux, France
- Musée municipal de Bourg-en-Bresse, France
- Musée d’art et histoire, Rochefort, France
- Grand Théâtre (Angers), France
- Centre d'art sacré contemporain de Lille, France